# Simca 6
La 6 era un'autovettura di fascia bassa prodotta dal 1947 al 1950 dalla Casa automobilistica francese SIMCA all'epoca filiale della FIAT.

## Profilo e storia
La Simca 6 fu presentata nel 1947 come sostituta della Simca 5. Come la Simca 5 riprendeva fedelmente l'aspetto e la meccanica della Topolino A, così la Simca 6 riprendeva la meccanica e la linea della Topolino C, che peraltro sarebbe stata introdotta solo due anni dopo la Simca 6. Stavolta però la francese non riprese del tutto l'italiana: rispetto alla 500 C, infatti, la Simca 6 appariva più francese nello stile. Il frontale era differente, per via della calandra molto simile invece a quella della Peugeot 203 e i passaruota posteriori erano caratterizzati dal profilo ridisegnato che a copriva in parte le ruote.

Per questi motivi, la Simca 6 testimoniò la volontà della Simca di distaccarsi pian piano dalla Fiat e di dedicarsi alla produzione in proprio.

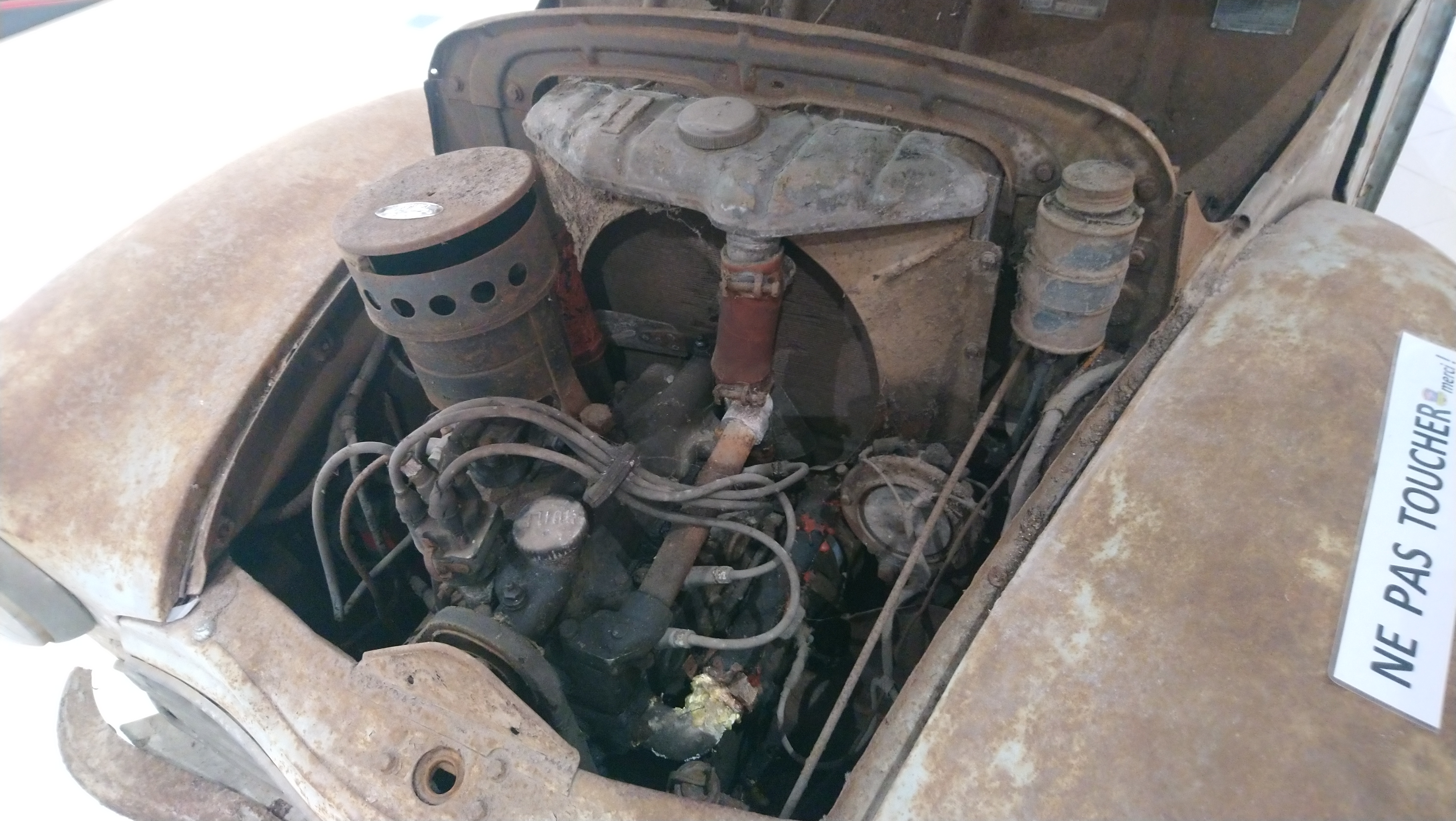
Il motore

In ogni caso, la Simca 6 era meccanicamente identica alla Topolino C: un 4 cilindri in linea da 569 cm³ con distribuzione ad aste e bilancieri, con asse a camme laterale nel basamento e con valvole in testa. Erogava una potenza massima di 16.5 CV a 4400 giri/min, permettendo una velocità massima di 95 km/h, ottima per l'epoca.

Per il resto, la trazione rimaneva posteriore con cambio manuale a 4 marce (terza e quarta sincronizzate) e le sospensioni erano anteriormente a ruote indipendenti e posteriormente ad assale rigido.

Anche l'impianto frenante era tradizionale, con tamburi sulle quattro ruote.

Se la Simca 5 ebbe un ottimo successo di vendite, lo stesso non si poté dire della Simca 6: le vendite cominciarono a singhiozzo, complice la presenza ancora in listino della Simca 5. Fu solo dopo la sua uscita di produzione che le vendite cominciarono a decollare, ma nel 1950 i vertici della Casa francese decisero improvvisamente di toglierla di produzione.

Per rivedere una Simca dalle caratteristiche "cittadine" occorse attendere fino al 1961, anno in cui fu introdotta la Simca 1000, che in parte riprese l'eredità della Simca 6 e in parte della Simca 8.